# Jessica Napier
Jessica "Jess" Napier (Wellington; 4 de abril de 1979) es una actriz neozelandesa, conocida por haber interpretado a Becky Howard en la serie australiana Mcleod's Daughters.

## Biografía
Es hija del actor Marshall Napier, su hermano Ruben Napier, es un aspirante a cantante.
Su primo es el actor James Napier, que interpretó a Conner McKnight en la serie Power Rangers Dino Thunder.
A los 9 años se mudó a Australia con su familia; Jessica es vegetariana. 
Estudió en el Hunters Hill High School, una escuela pública en Sídney. 
Jessica se comprometió con el empresario y artista David Adler, la pareja se casó el 28 de noviembre de 2009 y más tarde el 5 de septiembre de 2012 nació su primera hija, Emily Grace Adler.

## Carrera
Jessica ha aparecido en numerosas series de televisión y películas. 
Entre 1995 y 1998 apareció en las series Echo Point donde interpretó a la inteligente, centrada y bella pero maliciosa, cruel y vengativa Edwina Amadio, la hija de Gordon que solo está en la espera del amor.
En 1997 se unió al elenco de la serie policíaca Wildside donde interpretó a Gerry Davis, una joven trabajadora de un centro médico hasta el final de la serie en 1999.
Jessica apareció como invitada en series australianas como Twisted Tales, Police Rescue, Water Rats, Murder Call y en las películas dramáticas Love Serenade y Blackrock.
En 2000 apareció en un episodio de la serie The Lost World y en las películas Twitch y en la comedia Angst donde interpretó a Jane. En 2001 apareció en Head Start, Jet Set y Lawless Heart. 
Jessica y su padre ganaron $64 000 en el show Australiano Who Wants to Be a Millionaire para un grupo de protectores de animales del Sur de Australia en 2002. Entre el 2002 y el 2005 apareció en varias películas entre ellas 
Sweet Dreams, New Skin, Stuffed Bunny junto a su padre, Post, The Illustrated Family Doctor y Safety in Numbers.
Del 2001 al 2003 interpretó a Becky Howard en la exitosa serie australiana Mcleod's Daughters; actuó junto a su padre Marshall Napier quien interpretó a Harry Ryan, pero en el programa no tenían ninguna relación familiar.
Desde 2005 hasta 2006 apareció en la serie The Alice junto a Erik Thomson.
En 2007 apareció en un episodio de la serie All Saints. Ese mismo año apareció como invitada en la serie Chandon Pictures. También participó en las películas Gosth Rider y Don't Panic donde interpretó a Kimberly.
En 2009 interpretó a la misteriosa Simone Robsenn en la serie Sea Patrol, también apareció como invitada en la serie Rescue Special Ops y se unió a la película Savages Crossing junto a los actores Craig McLachlan y John Jarratt.
En 2010 la cadena Nine Network anunció que continuarían con la franquicia de la exitosa serie Underbelly esta vez produciendo aparte tres películas para la televisión las cuales serían conocidas como The Underbelly Files, se anunció que la segunda película se llamaría Underbelly Files: Infiltration. Más tarde en 2011 Jessica interpretó a la oficial Jude Gleeson, quien junto a su compañero Colin (Sullivan Stapleton) se infiltran y se hacen pasar por criminales para destruir a la mafia.
En 2014 se unió al elenco recurrente de la miniserie Janet King donde da vida a Caroline Martin.

## Filmografía
- Series de televisión.:

| Año         | Título             | Personaje             | Notas                                 |
| ----------- | ------------------ | --------------------- | ------------------------------------- |
| 2014        | Janet King         | Caroline Martin       | 3 episodios                           |
| 2010        | Cops: L.A.C.       | Natalie               | episodio "Illegal Dumping"            |
| 2009        | Rescue Special Ops | Nicole                | 4 episodios                           |
| 2009        | Sea Patrol         | Simone Robsenn        | 5 episodios                           |
| 2007, 2009  | All Saints         | Elyse Leine/Pam Elton | 2 episodios                           |
| 2007        | Chandon Pictures   | Annabelle             | episodio "Private Dick"               |
| 2005 - 2006 | The Alice          | Jess Daily            | 22 episodios                          |
| 2001 - 2003 | Mcleod's Daughters | Becky Howard          | 70 episodios                          |
| 2001        | Head Start         | Amy                   | episodio "Making Music"               |
| 2000        | The Lost World     | Gladice               | episodio "London Calling"             |
| 1997 - 1999 | Wildside           | Gerry Davis           | 60 episodios                          |
| 1998        | Stingers           | Kaye Kelso            | 5 episodios                           |
| 1997        | Murder Call        | Brodie Cochrane       | episodio "Who Killed Cock Robin?"     |
| 1997        | Water Rats         | Vanessa               | episodio "The Witness"                |
| 1991 - 1996 | Police Rescue      | Tracey                | 2 episodios                           |
| 1996        | Twisted Tales      | Michelle              | junto a Anthony Hayes                 |
| 1995        | Echo Point         | Edwina Amadio         | junto a Rose Byrne y Martin Henderson |

- Películas.:

| Año  | Título                               | Personaje               | Notas                                                                              |
| ---- | ------------------------------------ | ----------------------- | ---------------------------------------------------------------------------------- |
| 2012 | The Letter                           | Sophia                  | corto - junto a Luke McKenzie y Jamie Joseph                                       |
| 2011 | Underbelly Files: Infiltration       | Jude Gleeson            | junto a Tottie Goldsmith, Sullivan Stapleton y Roy Billing                         |
| 2009 | Savages Crossing                     | Kate                    | junto a Craig McLachlan, Chris Haywood y John Jarratt                              |
| 2007 | Don't Panic                          | Kimberly                | -                                                                                  |
| 2007 | Ghost Rider                          | Mesera del Broken Spoke | junto a Laurence Breuls                                                            |
| 2005 | Safety in Numbers                    | Jen                     | junto a Dichen Lachman                                                             |
| 2005 | The Illustrated Family Doctor        | Christine               | junto a Colin Friels y Samuel Johnson                                              |
| 2004 | Post                                 | Jessica                 | corto - junto a Abe Forsythe y Damon Herriman                                      |
| 2004 | The Alice                            | Jess Daily              | junto a Erik Thomson, Dan Wyllie, Andrew McFarlane, Brett Stiller y Damien Garvey  |
| 2002 | Stuffed Bunny                        | Novia Alemana           | junto a su padre Marshall Napier y Chris Haywood                                   |
| 2002 | New Skin                             | Lyra                    | junto a Anthony Hayes y Samuel Johnson                                             |
| 2002 | Sweet Dreams                         | -                       | escrita por Anthony Hayes                                                          |
| 2001 | Child Star: The Shirley Temple Story | Klammie                 | -                                                                                  |
| 2001 | Lawless Heart                        | Georgia                 | -                                                                                  |
| 2001 | Jet Set                              | -                       | junto a su padre Marshall Napier                                                   |
| 2000 | Angst                                | Jade                    | junto a Abi Tucker, Lara Cox y Joel McIlroy                                        |
| 2000 | Twitch                               | Jane                    | -                                                                                  |
| 2000 | City Loop                            | Sophie                  | junto a John Batchelor y Brendan Cowell                                            |
| 2000 | Cut                                  | Raffy Carruthers        | junto a Molly Ringwald y Kylie Minogue                                             |
| 1998 | War Story                            | Princesa                | corto - junto a Peta King, Lewis Fitzgerald y Susan Prior                          |
| 1997 | Blackrock                            | Rachel                  | junto a Linda Cropper, Justine Clarke, Essie Davis, Bojana Novakovic y John Howard |
| 1996 | Love Serenade                        | Deborah "Debbie"        | junto a Miranda Otto                                                               |

- Apariciones.:

| Año  | Programa                      | Notas                                         |
| ---- | ----------------------------- | --------------------------------------------- |
| 2002 | Who Wants to Be a Millionaire | Ganó - participó con su padre Marshall Napier |

- Teatro.:

| Año  | Obra         | Personaje | Director (a) | Teatro         | Notas |
| ---- | ------------ | --------- | ------------ | -------------- | --- |
| 2005 | Love Letters | -         | John Clark   | Parade Theatre | junto a Steve Bisley, Justine Clarke, Alex Dimitriades, Cornelia Frances, Marcus Graham y Noni Hazlehurst |